# Carlos Llamosa
Carlos Llamosa (Palmira, 30 giugno 1969) è un ex calciatore statunitense, di ruolo difensore.

## Carriera

### Nazionale
Con la Nazionale statunitense ha giocato la Confederations Cup 1999 e i Mondiali 2002.

## Palmarès

### Club

#### Competizioni nazionali
- Campionato MLS: 2

D.C. United: 1997, 1999

#### Competizioni internazionali
- CONCACAF Champions' Cup: 1

D.C. United: 1998
- Coppa Interamericana: 1

D.C. United: 1998

### Individuale
- MLS Best XI: 1

2001